# Eugen Albrecht
Eugen Albrecht (Sonthofen, 21 giugno 1872 – Francoforte sul Meno, 18 giugno 1908) è stato un patologo tedesco.
Ricercatore a Monaco di Baviera, Halle e Napoli e direttore del reparto di patologia dell'Istituto Senckenberg di Francoforte.
Scienziato poliedrico, pubblicò opere su problemi di biologia, chimica cellulare, citologia, origine dei tumori.
Fu anche studioso dell'evoluzionismo, sostenendo la tesi di Darwin.

## Opere
(in lingua tedesca)
- Vorfragen der Biologie, 1899
- Struktur der Leberzelle, 1899 .
- Zur Frage der Coagulations nekrose (con Hans Schmaus), 1899.[1]
- Gegen die Teleologie, 1899
- Pathologie der Zelle, 1902
- Über das Cavernom der Milz, 1902
- Experimentelle Untersuchungen über die Kernmembran, 1903
- Beiträge zur pathologischen Anatomie (con Otto Bollinger), 1903[2]